# Johann Sigismund Scholze

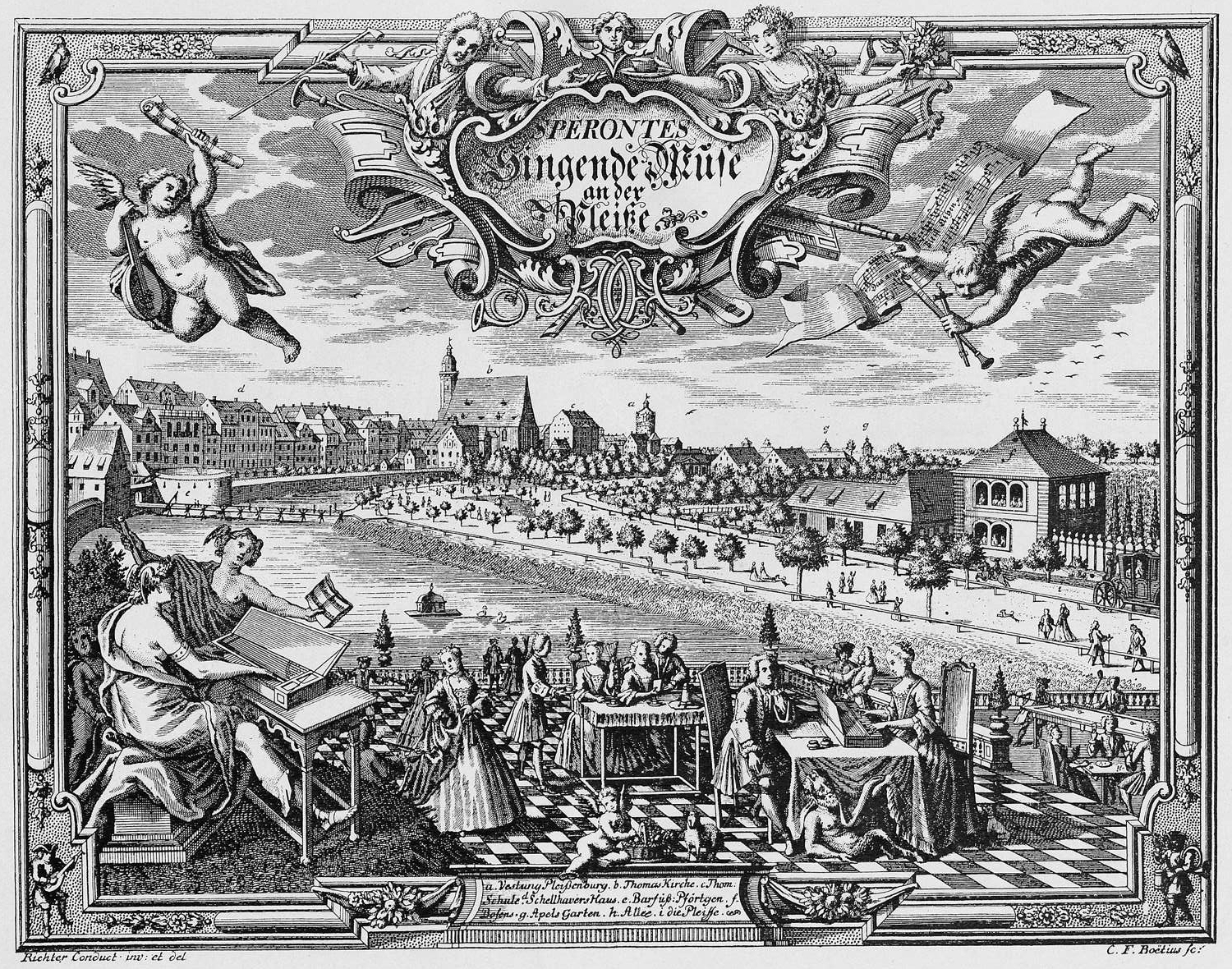
Deckblatt zu „Singende Muse an der Pleiße“

Johann Sigismund Scholze alias Sperontes (* 20. März 1705 in Lobendau bei Liegnitz (heute Lubiatów als Teil der Landgemeinde von Złotoryja); † 28. September 1750 in Leipzig) war ein aus Schlesien stammender deutscher Musiksammler und Autor.

## Leben
Über das Leben Scholzes ist wenig bekannt. Er war der Sohn eines Amtsschreibers und besuchte die Schule im schlesischen Liegnitz bis zum Beginn seines Studiums in Leipzig. 1729 war er „Studiosus“ in Leipzig und trat auch als „candidatus juris“ auf. Am 3. Januar wurde er in Leipzig auf Befehl des Konsistoriums mit der Witwe eines Traiteurs aus Halle getraut, mit der er eine Beziehung begonnen hatte. Die aus der Ehe hervorgegangenen Kinder starben früh. Nur eines überlebte ihn. Seine Frau starb am 12. Februar 1738. Seine Beerdigung in ärmlicher Form war am 30. September 1750.
Die Kenntnis, dass sich hinter dem stets nur unter dem Pseudonym Sperontes Veröffentlichenden Johann Sigismund Scholze verbarg, verdanken wir dem Musikwissenschaftler Philipp Spitta, der 1885 eine grundlegende Arbeit zu Sperontes veröffentlichte.

## Werke

Titelblatt zu „Singende Muse an der Pleiße“

Das bekannteste Werk Scholzes ist die Liedersammlung „Sperontes, singende Muse an der Pleisse in zwei mal 50 Oden, der neuesten und besten musikalischen Stücke mit den dazu gehörigen Melodien zu beliebter Klavierübung und Gemütsergötzung. Nebst einem Anhang aus J. C. Günthers Gedichten. Leipzig. Auf Kosten der lustigen Gesellschaft 1736.“ Der erwähnte J. C. Günther ist der bereits 1723 verstorbene, ebenfalls aus Schlesien stammende Lyriker Johann Christian Günther, und die lustige Gesellschaft war eine Musik ausübende studentische Leipziger Gruppe zu Anfang des 18. Jahrhunderts, der auch J. C. Günther nahe stand oder angehörte. Die Sammlung wurde erweitert und erlebte zahlreiche Auflagen, ab 1740 bei Breitkopf & Härtel als eine der ersten Musikausgaben des Verlages. Die „Singende Muse“ ist primär eine Sammlung relativ einfacher Melodien, die instrumentell aufgeführt werden können und denen Scholze eigene Texte unterlegt hat. Sie hat zeitgenössische und nachfolgende Komponisten beeinflusst.
Scholze schrieb auch die Texte zu drei Schäferspielen:
- Das Kätzgen, ein Schäferspiel , Leipzig 1746. Mikrofiche-Ausg. Saur, München 1990, ISBN 3-598-52638-5.
- Die Kirms, Leipzig 1746.
- Das Strumpfband . Stopffel, Leipzig 1748.

Scholze war unter seinem Pseudonym auch an zwei Singspielen beteiligt, und zwar an Der Frühling, vertont von J. G. A. Fritzchen, und Der Winter.